# حرائق الكويت (فلم)
حرائق الكويت (بالإنجليزية: Fires of Kuwait) هو فيلم وثائقي أصدر عام 1992 للمخرج ديفيد دوغلاس. أنتج الفيلم بتقنية الآيس ماكس و يتحدث عن عمق تأثير حرائق آبار النفط الكويتية على البيئة و المجتمع و الصحة. حصل الفيلم على ترشيح جائزة الأوسكار عام 1992 لأفضل فيلم وثائقي.

## وصلات خارجية
- مقالات تستعمل روابط فنية بلا صلة مع ويكي بيانات